# Établissement public de transport urbain et suburbain de Tizi Ouzou
L'Établissement public de transport urbain et suburbain de Tizi Ouzou (en arabe: مؤسسة النقل الحضري والشبه الحضري تيزي وزو) connu sous l'acronyme ETUSTO est une entreprise publique algérienne qui assure le transport en commun de la ville de Tizi Ouzou.

## Histoire
L'établissement est fondé en mars 2009.

## Réseau

### Parc
En 2023 l'entreprise possède 36 bus, proposant ainsi 3600 places.

### Lignes
L'opérateur possède 5 lignes,.
| N° | Depuis            | Vers                                       |
| -- | ----------------- | ------------------------------------------ |
| 1  | Timizart Loghbar  | Station Boukhalfa                          |
| 1A | Timizart Loghbar  | Pôle d'excellence                          |
| 6  | Station Boukhalfa | Gare de Beni Douala                        |
| 7  | Timizart Loghbar  | Oued Fali                                  |
| 9  | Station Boukhalfa | Gare multimodale de Bouhinoun (Kaf Naâdja) |

Depuis 2024, l'entreprise se charge aussi d'une ligne desservant l'aéroport d'Alger depuis la station Timizart Loghbar à Tizi Ouzou.

### Tarifs
En 2024, le tarif pour rejoindre l'aéroport d'Alger était fixé à 700 DA.